# Budapest XII. kerülete

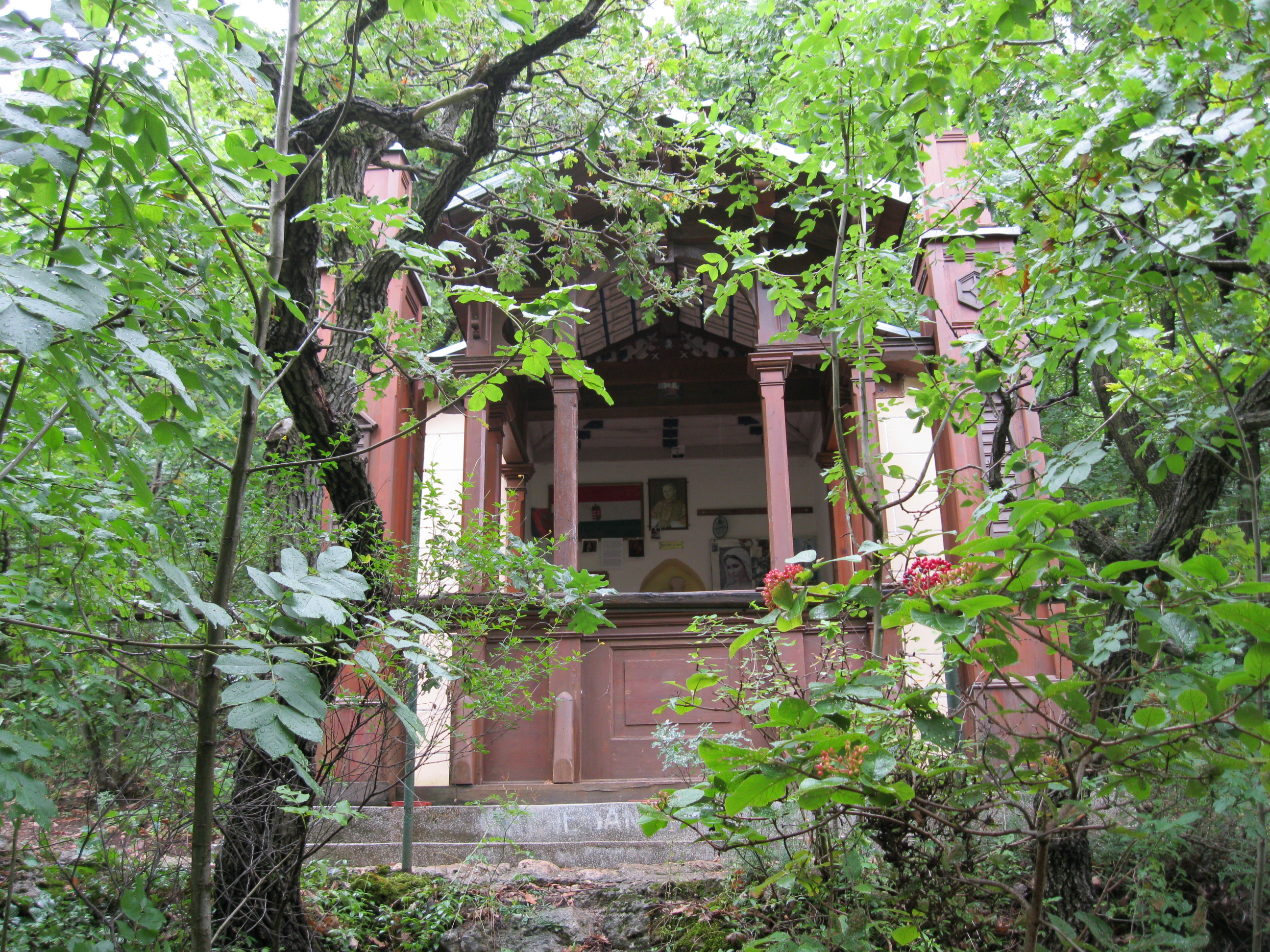
Az Úti Madonna kápolna a Farkas-völgyben

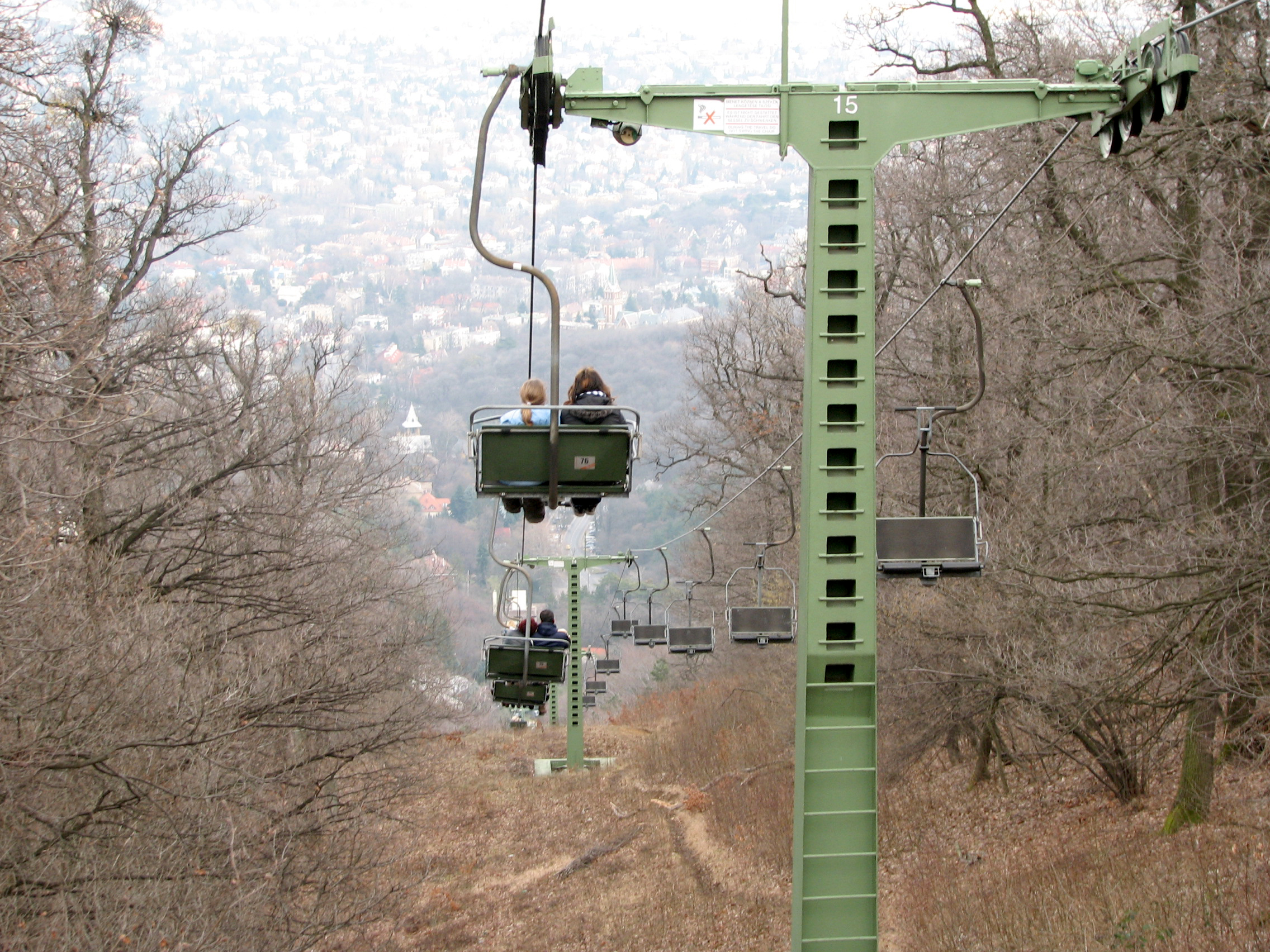
A Libegő télen

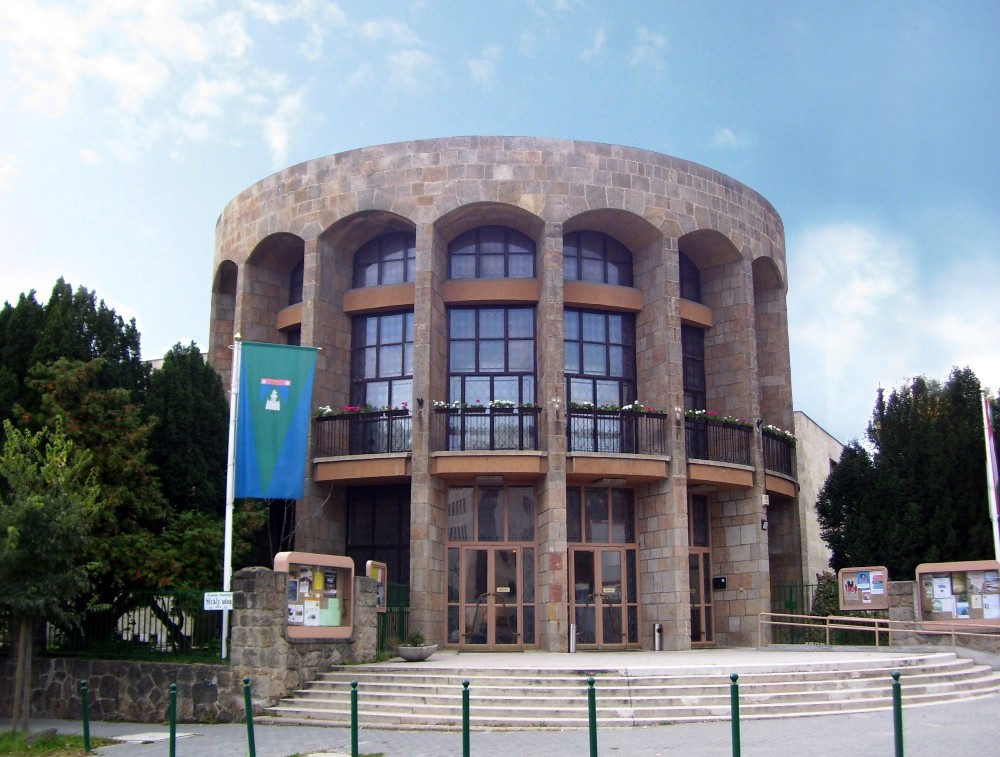
XII. kerületi (MOM Kulturális Központ)

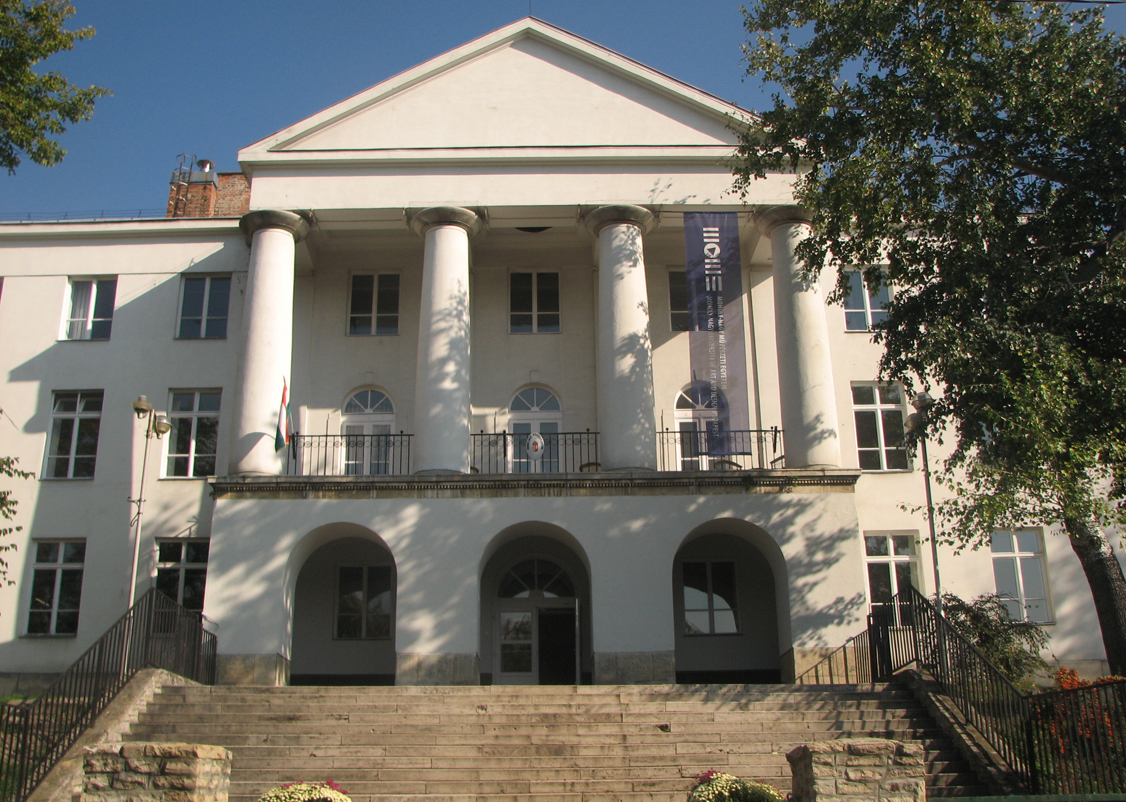
Moholy-Nagy Művészeti Egyetem

Budapest XII. kerülete (összefoglaló nevén a Hegyvidék) a város budai oldalának középső, főképp hegyvidéki területein (a Budai-hegység magaslatain) fekszik. Területe már az őskorban lakott volt. Jelentős részeit erdő borítja, melynek köszönhetően a középkorban az uralkodók közkedvelt vadászterületévé vált: itt alapította meg Mátyás király híres vadasparkját. Az erdővel borított területek ma pedig sokak kedvelt kirándulóhelyévé váltak.
A kerület egyik legkedveltebb kirándulóhelye a Normafa, amely a városban egyedülálló természeti érték, a Budai Tájvédelmi Körzet része. A kerület elhelyezkedésének köszönhetően számos diplomáciai képviseletnek is helyet ad. A kerület hivatalosan 1940. július 1-jén alakult meg közigazgatási egységként. Azóta is Budapest legzöldebb kerületeként tartják számon. A kerület számos nevezetességgel büszkélkedhet, mint például a Libegő és a János-hegyi Erzsébet-kilátó. Ezek a helyszínek nemcsak a helyiek, hanem a turisták körében is népszerűek, hiszen lenyűgöző panorámát és kikapcsolódási lehetőségeket kínálnak.

## Fekvése
Északon a II. kerület, keleten az I. kerület, délen a XI. kerület határolja. Nyugati határa egyben Budapest határa is, a szomszédos települések Budakeszi és Budaörs.

## Története
A XII. kerület 1930-ban jött létre Budapest közigazgatásának átszervezése kapcsán az I. kerület egy részéből.
Tényleges működését csak 1940-ben, a Böszörményi úti elöljárósági épület elkészülte után kezdte meg. 1930 és 1940 között az I. kerület intézett minden hivatalos ügyet, többek között az anyakönyvezést is.
A kerület története lényegében a Buda vonzáskörében, annak közigazgatási területén élő kisebb települések, majorságok, erdő- és szőlőbirtokosságok történetéből tevődik össze.
A várhegy, vagy pontosabban Buda városa és a Budai-hegyek közötti, a hajdani Ördög-árok formálta völgyben a Pasaréttől a Tabánig alakult ki a Krisztinaváros. A várhegy nyugati lábánál – a mai Vérmezőnél jóval nagyobb területen – a XVIII. században az ún. „Glacis”, a vár védelmi övezetéhez tartozó, szigorú építési tilalom alatt álló, és a vár katonai kormányzója által kezelt terület volt. Ez akadályozta hosszú ideig az itteni külváros létrejöttét is. Albert szász–tescheni herceg akkori helytartó feleségének, Mária Krisztina főhercegnőnek (Mária Terézia leányának) közbenjárására 1772-ben megkezdődhetett a terület egy részén a parcellázás. Ugyanettől az évtől nevezték a területet hivatalosan mai nevén Krisztinavárosnak. Öt kisebb területe közül a Városmajor tartozik a XII. kerülethez. A „Major”, ahogy a helybéliek hívják, eredetileg az Ördög-árok árterületén elterülő kaszáló volt. A mai parkot II. József alapította 1787-ben, és ekkor kapta a Stadt-Meierhof (Városmajor) nevet is.
A parkon vezetett keresztül a legjelentősebb budai vízfolyás, az Ördög-árok. 1920-ban az árkot beboltozták, a fákat pótolták, és a terület egy részén engedélyezték az építkezést. A park északi sarkában található a budapesti fogaskerekű vasút (60-as villamos) alsó végállomása.
A kerület északi részének képét a Hunyad-orom és a tőle délre és északra lefutó völgyek határozzák meg, melyek legnagyobb része a 18. század végéig a budai karmeliták birtoka volt. Neve a 18-19. században először Sauwinkel (Disznó-zug), majd Auwinkel (Liget-zug) volt. Az 1847-es Dűlőkeresztelőn Döbrentei Gábor keresztelte el az északi szűkebb völgyszakaszt Zugligetnek, a Krisztinaváros felé kiszélesedő déli részt Virányosnak. Ez utóbbi déli csücskében terült el a régi vízivárosi temető, ahova a Martinovics Ignác-féle felkelés Vérmezőn kivégzett tagjait is eltemették.
A Hunyad-orom déli oldalán futó völgy, a német Brunnthal (Brunnental) szintén a Dűlőkeresztelőn „magyarosodott” Kútvölgyre. A még a 19. században is sűrű erdőkkel borított vidék „vadságát” csak egy-egy majorság gyümölcsöse, szántója törte meg. A Zugliget hajdan Mátyás király vadaskertjéhez tartozott, és gazdag volt vadkanokban, innen eredt valószínűleg a német elnevezése, ami az itteni Disznófő-forrásban ma is él.
A városrészek a 19. század második felében, különösen a szőlők pusztulása után kezdtek beépülni. A vidék jelentős része azonban ma is beépítetlen kirándulóterület, és innen indul fel a János-hegy nyergébe 1970 óta a Libegő.
A völgyek és a Sváb-hegy - Széchenyi-hegy vonulata között alacsonyabb, többé-kevésbé beépült hegyeket-dombokat (Márton-hegy, Isten-hegy, Kis-Sváb-hegy, Orbán-hegy) találunk. Királyi vadászterületek, majd a budai polgárok birtokai terültek itt el. A 17. század végén, Buda felszabadításakor bekerültek a várostörténelembe is, mert kedvező stratégiai helyzetük miatt itt voltak a keresztény seregek állásai. A 19. században ezen a vidéken is jelentős szőlőművelés folyt, a század második felében – különösen Jókai Mór hatására – egyre több villa épült. Betelepülését és turistaforgalmát is jelentősen előmozdította az 1874-ben megindult Fogaskerekű vasút.
A kerület legjellemzőbb és legismertebb részét azonban a Budai-hegyek koszorúja alkotja. A János-hegy, Sváb-hegy, Széchenyi-hegy, a Csillebérc és a Budakeszi-erdő „megfizethetetlen” természeti értéke a fővárosnak. A friss levegő forrása, és egyúttal óriási rekreációs park, változatos séta-, kiránduló-, túralehetőségekkel (gyalog, kerékpárral, síléccel és szánkóval), kilátóhelyekkel és különleges hangulatú, értékű műemlékekkel, látnivalókkal.
A Duna–Ipoly Nemzeti Parkhoz tartozó Budai Tájvédelmi Körzet – és egész Budapest – legmagasabb pontja a János-hegy, 528,16 m magas kúpjával, rajta az Erzsébet-kilátóval. A Sváb-hegy a Budai-hegység központi, átlagosan 480 m magas dolomitröge, mely északon keskeny nyereggel kapcsolódik a János-hegyhez. Buda török alóli felszabadítása után nevezték el Svábhegynek, utalva az ostromkor a hagyomány szerint itt felállított sváb tüzérségre.
A Budai-hegység legnagyobb kiterjedésű, délkeleti tagja az egykori Nyék-hegy, 1860-ban gróf Széchenyi István halálakor kapta ma is használatos nevét. A fővárosiak kedvelt kirándulóhelyén a 19. század végéig csak néhány nyaralót lehetett találni, mára azonban itt is felkúszott a város szinte a hegy tetejéig. A második világháború után itt indult meg a forgalom a Széchenyi-hegyi gyermekvasúton (korábban Úttörővasút). A hegyvonulat mögött, Budakeszi felé Csillebércet találjuk a Gyermek- és Ifjúsági Központtal.
A hegyvidék északnyugati és délkeleti lankáit több völgy is szabdalja (Diós-árok, Kútvölgy, Denevér-árok, Német-völgy, Farkas-völgy, Irhás-árok, ), és itt terül el a Farkasrétnek nevezett fennsík is, melynek szinte egész területét az azonos nevű temető foglalja el. Az itteni városrészek közül a legnagyobb Németvölgy, mely a 17. század végén kapta a Deutschenthal nevet, a törökök által megszállt Buda ellen itt felvonuló német csapatokról. (Magyar nevét, a német név fordításaként, 1847-től, a Dűlőkeresztelőtől viseli.)
Az itteni szántóföldek és szőlőskertek helyén a 19. század második felétől lett egyre kedveltebb nyaralóhely. Eleinte hétvégi telkekkel üdülőterületként népesült be. A 20. század elején a korabeli elit, jómódú vállalkozók, kereskedők, gyártulajdonosok építettek maguknak impozáns, tágas villákat. A néhány évtizeddel később beépült II. kerületi Rózsadombhoz hasonlóan itt állnak a város legelegánsabb villanegyedei. A Kis-Sváb-hegy lejtője az ügyvédek és jogászok körében vált népszerűvé, amire a domboldal utcanevei is utalnak. A Rózsadombhoz hasonlóan a Hegyvidék utcáiban is magasak a lakásárak. 1884-ben nyílt meg a városrészben a Magyar Vöröskereszt Erzsébet Kórháza (Sportkórház). (A közelmúltbeli elköltöztetésé óta az egykori épületeiben a Testnevelési Egyetem működik.) A századfordulón települt a városrészbe az azóta megszűnt Magyar Optikai Művek (MOM) elődje, amelynek helyén Buda legmodernebb negyede épült ki. (MOM Park)
A második világháború helyi áldozatainak emlékére 2005-ben Turul-szobrot állítottak. Az emlékmű nagy politikai vihart váltott ki, mivel annak talapzatán az áldozatok neve együtt szerepel a nyilas gyilkosaikéval.

## Politika

### Polgármesterei
| Terminus  | Név                 | Jelölő szervezet(ek)  | Megjegyzés |
| --------- | ------------------- | --------------------- | ---------- |
| 1990–1994 | Sebes Gábor         | SZDSZ-FIDESZ          |            |
| 1994–1998 | Udvardy-Nagy István | MDF-KDNP-FIDESZ       |            |
| 1998–2002 | Mitnyan György      | Fidesz-MDF-MKDSZ-MDNP |            |
| 2002–2006 | Mitnyan György      | Fidesz-MKDSZ          |            |
| 2006–2010 | Pokorni Zoltán      | Fidesz-KDNP           |            |
| 2010–2014 | Pokorni Zoltán      | Fidesz-KDNP           |            |
| 2014–2019 | Pokorni Zoltán      | Fidesz-KDNP           |            |
| 2019–2024 | Pokorni Zoltán      | Fidesz-KDNP           |            |
| 2024–     | Kovács Gergely      | MKKP                  |            |

### A 2024-es önkormányzati választás eredménye
- A polgármester-választás eredménye[15]

| Jelölt neve     | Jelölő szervezet(ek) | Jelölő szervezet(ek)                                   | Szavazatok száma | Szavazatok aránya |
| --------------- | -------------------- | ------------------------------------------------------ | ---------------- | ----------------- |
| Kovács Gergely  |                      | MKKP                                                   | 16 124           | 53,64%            |
| Fonti Krisztina |                      | Fidesz – KDNP                                          | 11 944           | 39,74%            |
| Binder Csaba    |                      | Mi Hazánk                                              | 1181             | 3,93%             |
| Dr. Vincze Géza |                      | Szolidaritás – Lokálpatrióták7 – Helló Pesterzsébetiek | 809              | 2,69%             |
| Összesen        |                      |                                                        | 30 058           | 100%              |

- A képviselőtestület-választás eredménye[16]

| Párt | Párt                                            | Mandátumok | Képviselő-testület | Képviselő-testület | Képviselő-testület | Képviselő-testület | Képviselő-testület | Képviselő-testület | Képviselő-testület | Képviselő-testület | Képviselő-testület | Képviselő-testület | Képviselő-testület | Képviselő-testület | Képviselő-testület |
| ---- | ----------------------------------------------- | ---------- | ------------------ | ------------------ | ------------------ | ------------------ | ------------------ | ------------------ | ------------------ | ------------------ | ------------------ | ------------------ | ------------------ | ------------------ | ------------------ |
|      | MKKP                                            | 10         | P                  |                    |                    |                    |                    |                    |                    |                    |                    |                    |                    |                    |                    |
|      | Fidesz – KDNP                                   | 4          |                    |                    |                    |                    |                    |                    |                    |                    |                    |                    |                    |                    |                    |
|      | Momentum                                        | 2          |                    |                    |                    |                    |                    |                    |                    |                    |                    |                    |                    |                    |                    |
|      | Hegyvidék Jövőjéért Egyesület – MKKP            | 1          |                    |                    |                    |                    |                    |                    |                    |                    |                    |                    |                    |                    |                    |
|      | DK – MSZP – Magyar Liberális Párt - Liberálisok | 1          |                    |                    |                    |                    |                    |                    |                    |                    |                    |                    |                    |                    |                    |

## Népesség
Az XII. kerület lakónépessége 2022. október 1-jén 57 295 fő volt, ami Budapest össznépességének 3,4%-át tette ki. A 2011-es népszámlálás óta 414 fővel csökkent a kerület lakosság száma. Ebben az évben az egy km²-re jutó lakók száma, átlagosan 2148 ember volt. A XII. kerület népesség korösszetétele igen kedvezőtlen. 2022-ben a kerület lakónépességének a 15%-a 14 évnél fiatalabb, míg a 65 éven felülieké 25% volt. 2022-ben a férfiaknál 78,7, a nőknél 82,1 év volt a születéskor várható átlagos élettartam. A legmagasabb befejezett iskolai végzettség szerint a diplomával rendelkezők élnek a legtöbben a kerületben 29 333 fő, utánuk következő nagy csoport az érettségi végzettséggel rendelkezők 13 138 fővel. A fővárosi kerületek közül itt a második legmagasabb az egy főre jutó bruttó havi átlagjövedelem. 2022-ben a 6 évnél idősebb népesség 91,5%-nál volt internet elérési lehetősége. A népszámlálás adatai alapján a kerület lakónépességének 21,5%-a, mintegy 12 322 személy vallotta magát valamely kisebbséghez tartozónak. A kisebbségek közül német, ukrán és kínai nemzetiségűnek vallották magukat a legtöbben.
A 19. század utolsó harmadától a XII. kerület lakosságszáma egyenletesen növekedett, egészen 1980-ig. Az 50-es években ugrásszerűen megnőtt a kerület népessége, és egészen 1970-ig nőtt a lakosság száma. A legtöbben 1980-ban éltek a kerületben 83 382 fő. A 80-as évektől, egészen napjainkig csökken a kerület népességszáma, ma már kevesebben laknak a XII. kerületben, mint 1960-ban.
A 2022-es népszámlálási adatok szerint a magukat vallási közösséghez tartozónak valló XII. kerületiek túlnyomó többsége római katolikusnak tartja magát. Emellett jelentős egyház a kerületben, még a református.

### Iskolai végzettség
| Iskolai végzettség                | Iskolai végzettség               | Iskolai végzettség | Iskolai végzettség | Iskolai végzettség |
| --------------------------------- | -------------------------------- | ------------------ | ------------------ | ------------------ |
|                                   |                                  |                    |                    | fő                 |
| Általános iskolát nem végezte el  | Általános iskolát nem végezte el |                    | 5002               | 5002               |
| Általános iskola                  | Általános iskola                 |                    | 4262               | 4262               |
| Szakmunkás                        | Szakmunkás                       |                    | 1769               | 1769               |
| Érettségi                         | Érettségi                        |                    | 13138              | 13138              |
| Diploma                           | Diploma                          |                    | 29333              | 29333              |
| A 2022. évi népszámlálás szerint. |                                  |                    |                    |                    |

A 2001-es népszámlálási adatok alapján, az XII. kerületben a legmagasabb befejezett iskolai végzettség szerint a diplomával rendelkezők éltek a legtöbben 22 205 fővel. Második legnagyobb csoport az érettségi végzettséggel rendelkezőek voltak 20 187 fővel, utánuk következett az általános iskolai végzettséggel rendelkezők 9125 fővel, az általános iskolai végzettséggel nem rendelkezők 5668 fővel, végül a szakmunkások 1564 fővel.
A 2011-es népszámlálási adatok alapján, az XII. kerületben a legmagasabb befejezett iskolai végzettség szerint a diplomával rendelkezők éltek a legtöbben 27 116 fővel. Második legnagyobb csoport az érettségi végzettséggel rendelkezőek voltak 15 708 fővel, utánuk következett az általános iskolai végzettséggel rendelkezők 5109 fővel, az általános iskolai végzettséggel nem rendelkezők 3684 fővel, végül a szakmunkások 1819 fővel.
A 2022-es népszámlálási adatok alapján, az XII. kerületben a legmagasabb befejezett iskolai végzettség szerint a diplomával rendelkezők éltek a legtöbben 29 333 fővel. Második legnagyobb csoport az érettségi végzettséggel rendelkezőek voltak 13 138 fővel, utánuk következett az általános iskolai végzettséggel nem rendelkezők 5002 fővel, az általános iskolai végzettséggel rendelkezők 4262 fővel, végül a szakmunkások 1769 fővel.

### Etnikai összetétel
A 2001-es népszámlálás adatok szerint a kerület lakossága 61 763 fő volt, ebből 56 380 fő magyarnak vallotta magát. A kerület lakosságának a 7,7%-a vallotta magát valamely kisebbséghez tartozónak. Magyar állampolgársággal rendelkező nemzetiségiek száma 3267 fő, míg a magyar állampolgársággal nem rendelkezők száma 1499 fő volt. Az első három legnagyobb nemzetiségi csoport a kerületben a német (1086 fő), szlovák (154 fő) és a görög (105 fő) volt. A cigányok aránya a népszámlálásokban szereplőnél lényegesen magasabb, akár három négyszerese is lehet.
A 2011-es népszámlálás adatok szerint a kerület lakossága 57 709 fő volt, ebből 49 342 fő magyarnak vallotta magát. A kerület lakosságának a 13,9%-a vallotta magát valamely kisebbséghez tartozónak. Magyar állampolgársággal rendelkező nemzetiségiek száma 5600 fő, míg a magyar állampolgársággal nem rendelkezők száma 2422 fő volt. Az első három legnagyobb nemzetiségi csoport a kerületben a német (678 fő), orosz (304 fő) és a cigány (130 fő) volt. 10 év alatt a legjelentősebben a németek és a románok száma nőtt.
A 2022-es népszámlálás adatok szerint a kerület lakossága 57 295 fő volt, ebből 48 490 fő magyarnak vallotta magát. A kerület lakosságának a 21,5%-a vallotta magát valamely kisebbséghez tartozónak. Magyar állampolgársággal rendelkező nemzetiségiek száma 9277 fő, míg a magyar állampolgársággal nem rendelkezők száma 3035 fő volt. Az első három legnagyobb nemzetiségi csoport a kerületben a német (1689 fő), ukrán (670 fő) és a kínai (256 fő) volt. 11 év alatt a legjelentősebben az ukránok és a kínaiak száma nőtt.

## Kapcsolódó szócikkek

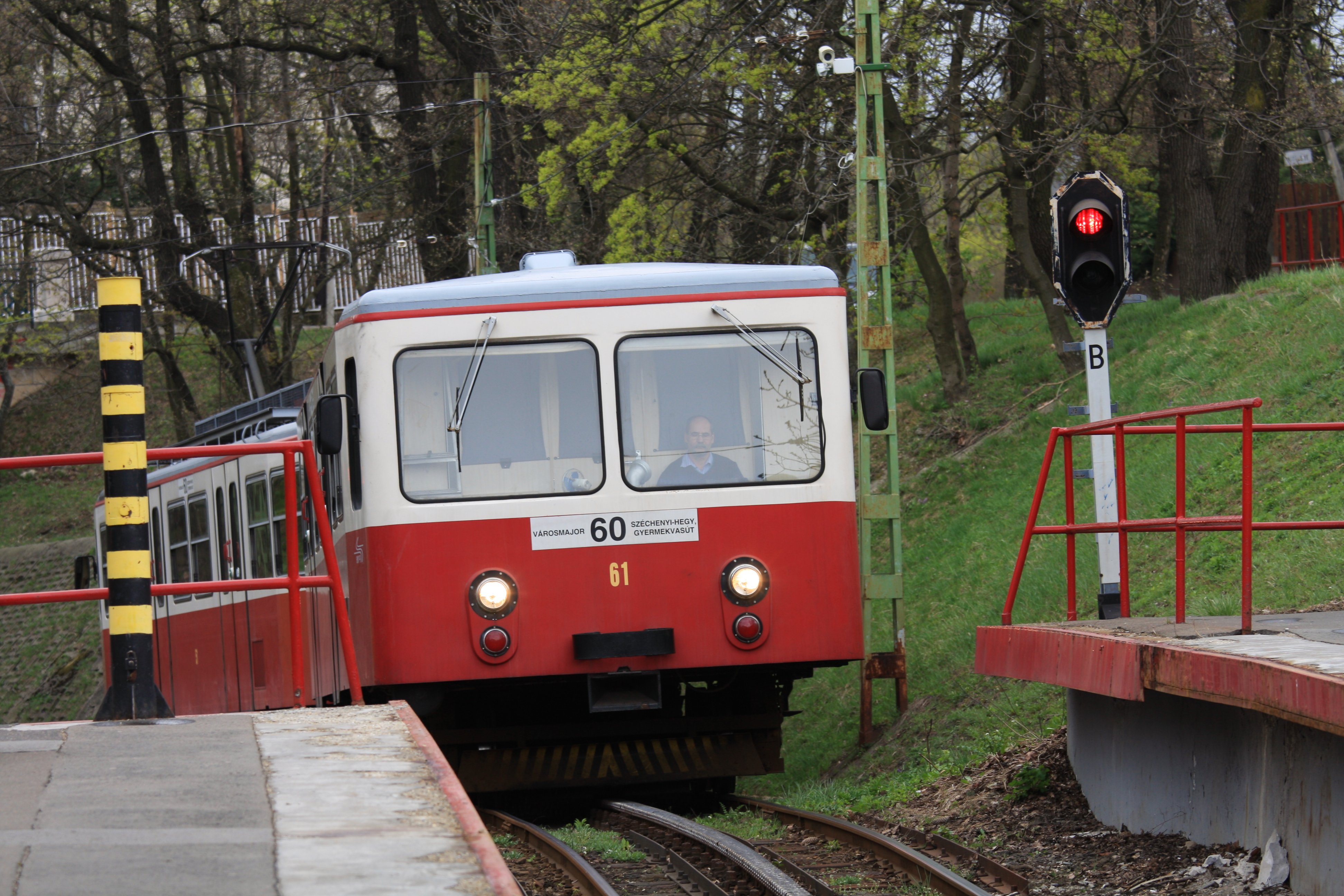
A fogaskerekű vasút

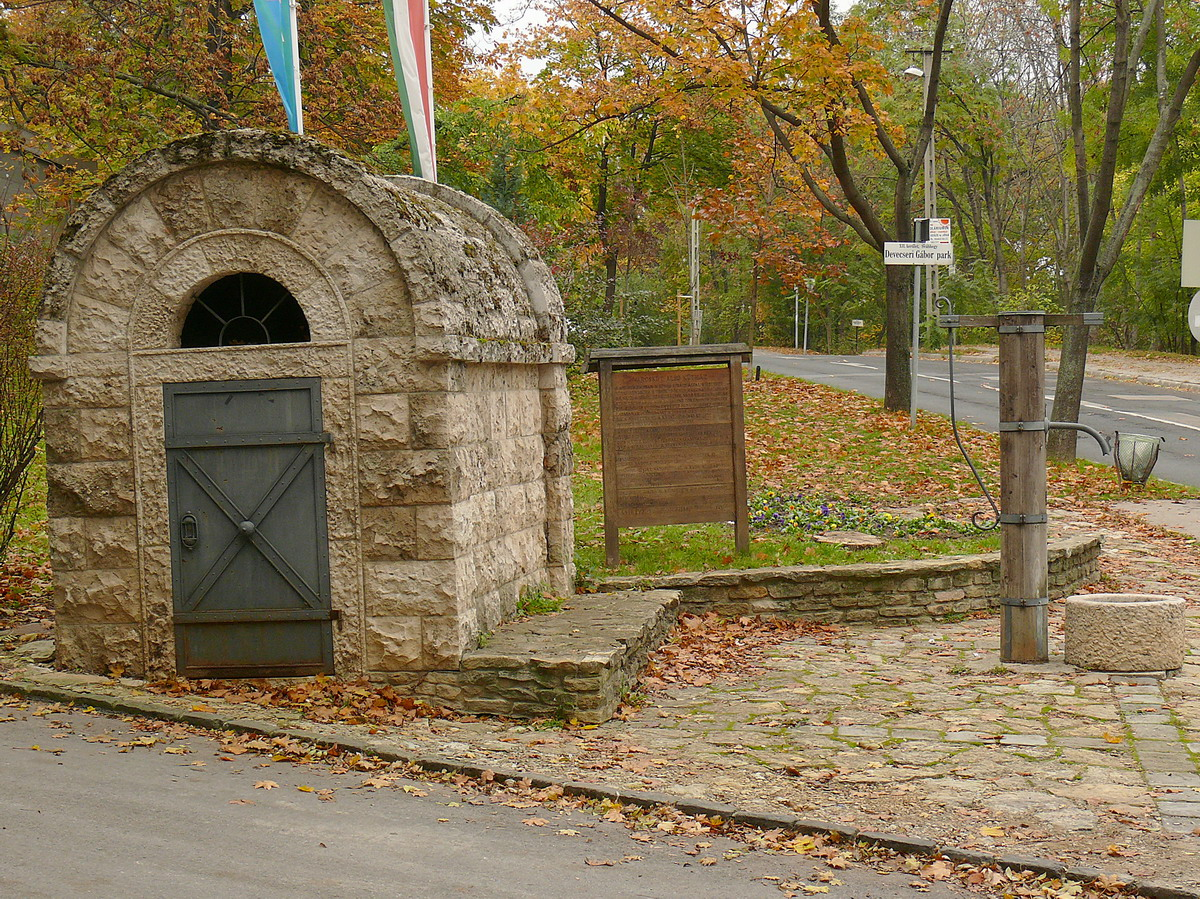
A városkút

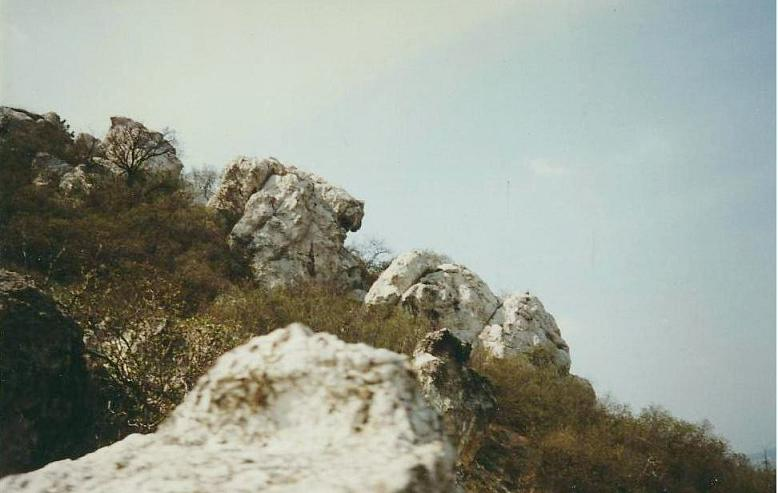
Medveszikla a Sashegyen

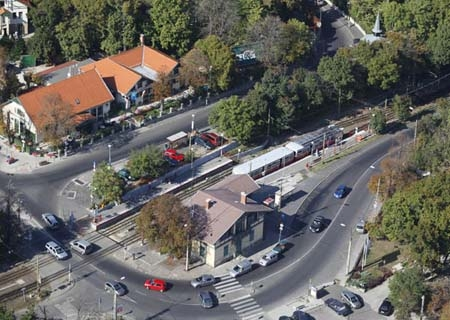
A fogaskerekű svábhegyi állomása madártávlatból

## Testvérvárosai
- Watermael-Boitsfort, Belgium
- Székelyudvarhely, Románia
- Arad, Románia